# Cross Road Blues
Cross Road Blues (znany również jako „Crossroads”) – standard bluesowy napisany i oryginalnie nagrany przez Roberta Johnsona w maju 1937 roku, wydany przez Vocalion Records. W 1998 roku kompozycja została zakwalifikowana do Grammy Hall of Fame, do dziś pozostaje jednym z najbardziej znanych utworów muzyka. W tekście utworu muzyk wymienia swojego przyjaciela, gitarzystę z delty Mississippi, Williego Browna.
W roku 1968 piosenkę pod tytułem "Crossroads" nagrała angielska grupa Cream, wśród wielu artystów grających standard Johnsona znalazły się też Ten Years After, The Doors, John Mayer i Elmore James.